# Queue-it
Queue-it è una società privata danese fondata nel 2010 che ha sviluppato sistemi per la gestione delle congestioni del traffico dei siti web indirizzando i visitatori verso una coda virtuale dove possono attendere fino a quando non viene facilitato l'accesso.
L'azienda ha raggiunto il successo gestendo i colli di bottiglia nella vendita dei biglietti per grandi eventi popolari. Tra i clienti figurano ad esempio Tickets.com e la sala concerti Carnegie Hall di New York. Il sistema supporta anche i servizi di e-commerce e le applicazioni del settore pubblico.
Fondato da Niels Henrik Sodemann, Camilla Ley Valentin e Martin Pronk, il sistema è stato inizialmente sviluppato nel 2001 per far fronte ai problemi di capacità del Gentofte Municipality Ementor Webbooking (una piattaforma di prenotazione web per i comuni commercializzata dal 2001 al 2007 da Ementor). 
Nel 2011 l'azienda è riuscita a raddoppiare i ricavi ogni trimestre e, nel 2012, Queue-it è stata utilizzata dall'autorità fiscale danese Skat. Cinque anni dopo la piattaforma veniva utilizzata in oltre 30 paesi, servendo oltre 1,5 miliardi di clienti nei periodi di punta. Nel 2018, tre miliardi di utenti erano passati attraverso il sistema di coda dell'azienda e si prevedeva che quattro miliardi lo avrebbero utilizzato durante il Black Friday del dicembre successivo.
Nel 2017 è stato annunciato che una filiale americana, Queue-it Inc., sarebbe stata fondata a Minneapolis per servire i clienti americani, mentre la filiale danese avrebbe comunque continuato le sue operazioni e lo sviluppo tecnico a Copenaghen; nel 2019 invece, l'azienda ha annunciato l'apertura di un ufficio a Sydney, in Australia, per fornire supporto alla sua base di clienti attraverso i fusi orari del mercato Asia-Pacifico.

## Vicende giudiziarie
Nel 2020, Queue-it è stata citata in giudizio da WeQ4U e Queue-Fair, aziende entrambe di proprietà del gruppo Orderly Mind, per violazione di brevetto. Queue-Fair ha riferito e pubblicato le prove che tre giorni dopo l'emissione di un comunicato stampa sulla causa, Queue-it ha rimosso l'elenco dei propri clienti dal sito web e ha modificato lo stesso per rimuovere potenziali prove dei processi che violavano i brevetti.  Ad aprile 2025, Il caso è ancora aperto.